# JR東日本ビルディング
株式会社JR東日本ビルディング（ジェイアールひがしにほんビルディング）は、オフィスビル運営事業等を行う東日本旅客鉄道(JR東日本)の完全子会社（連結子会社）。

## 運営事業
オフィスビル運営管理事業
2013年3月現在で、開発及び取得した21棟でオフィスビル事業を展開している。
- グラントウキョウノースタワー（東京駅八重洲北口）
- グラントウキョウサウスタワー（東京駅八重洲南口）
- サピアタワー（東京駅日本橋口）
- 東京ビル（丸の内）
- JPタワー
- JR品川イーストビル（品川駅港南口・アトレ品川）
- JR東急目黒ビル（目黒駅駅ビル・アトレ目黒）
- JR恵比寿ビル（恵比寿駅駅ビル・アトレ恵比寿）
- JR信濃町ビル（信濃町駅駅ビル・アトレヴィ信濃町）
- JR八丁堀ビル（八丁堀駅）
- JR大宮西口ビル（大宮駅西口）
- パルロード３
- アルカイースト
- メトロポリタンプラザビル
- JR南新宿ビル
- JR神田万世橋ビル
- JR大塚南口ビル
- JR目黒グリーンビル
- 成信恵比寿ビル
- 千代田JEBL

ほか
コンファレンス運営事業
- ステーションコンファレンス東京（サピアタワー4-6階の貸会場・貸会議室）
- ステーションコンファレンス万世橋（JR神田万世橋ビル内、会議室の他、キッチンルームやスタジオルームなど特徴ある貸室がある）
- ステーションコンファレンス池袋（池袋メトロポリタンプラザビルの貸会場・貸会議室）

## 沿革
- 1990年4月 - JR東日本が、駅ビル事業子会社として東京圏駅ビル開発株式会社（現・株式会社アトレ）を設立。
- 1992年
  - 3月 - JR大宮西口ビル竣工
  - 4月 - JR八丁堀ビル竣工
- 1993年2月 - JR信濃町ビル竣工
- 1997年10月 - JR恵比寿ビル竣工
- 2002年3月14日 - JR東急目黒ビル竣工[2]
- 2004年2月 - JR品川イーストビル竣工
- 2005年
  - 7月1日 - JR東日本が、オフィスビル運営事業子会社として株式会社ジェイアール東日本ビルディングを設立。
  - 10月 - 東京ビル竣工
  - 11月 - 東京圏駅ビル開発株式会社がオフィスビル事業（JR大宮西口ビル、JR大宮西口ビル2、JR八丁堀ビル、JR信濃町ビル）について会社分割を行い、株式会社ジェイアール東日本ビルディングが承継。
- 2007年
  - 3月 - サピアタワー竣工
  - 11月 - グラントウキョウノースタワー・サウスタワー竣工
- 2010年4月1日 - 株式会社ジェイアール東日本ビルディングが池袋ターミナルビル株式会社を吸収合併し、メトロポリタンプラザ管理運営事業を継承。
- 2012年
  - 夏頃 - 東京都渋谷区代々木のJR東京総合病院旧外来棟跡地付近にJR南新宿ビル開業[3]。
- 2013年
  - 1月 - 東京都千代田区神田須田町の旧万世橋駅跡地・交通博物館跡地にJR神田万世橋ビル開業[4]。
  - 7月頃 - 東京都豊島区南大塚にJR大塚駅直結のJR大塚南口ビル開業
- 2016年
  - 3月 - 東京都渋谷区にJR新宿駅直結のJR新宿ミライナタワー開業
  - 8月 - 東京都千代田区に初の自社単独開発物件となったJEBL秋葉原スクエア開業
  - 11月14日 - 本社を東京都中央区八重洲から東京都渋谷区代々木2丁目7番7号に移転[5][5][6]。
- 2022年（令和4年）6月9日 - 株式会社JR東日本ビルディングに商号変更。本店（本社）を東京都渋谷区千駄ヶ谷5丁目33番8号に移転